# Micoud
Micoud es una villa de Santa Lucía que forma parte del distrito de Micoud.

## Historia
Su nombre proviene del barón francés Charles Emmanuel de Micoud d'Umons (1753-1817), gobernador francés de Santa Lucía en el siglo XVIII. 